# Chromolaena xylorhiza
Chromolaena xylorhiza là một loài thực vật có hoa trong họ Cúc. Loài này được (Sch. Bip. ex Baker) R.M. King & H. Rob. mô tả khoa học đầu tiên năm 1970.